# Erfreute Zeit im neuen Bunde, BWV 83

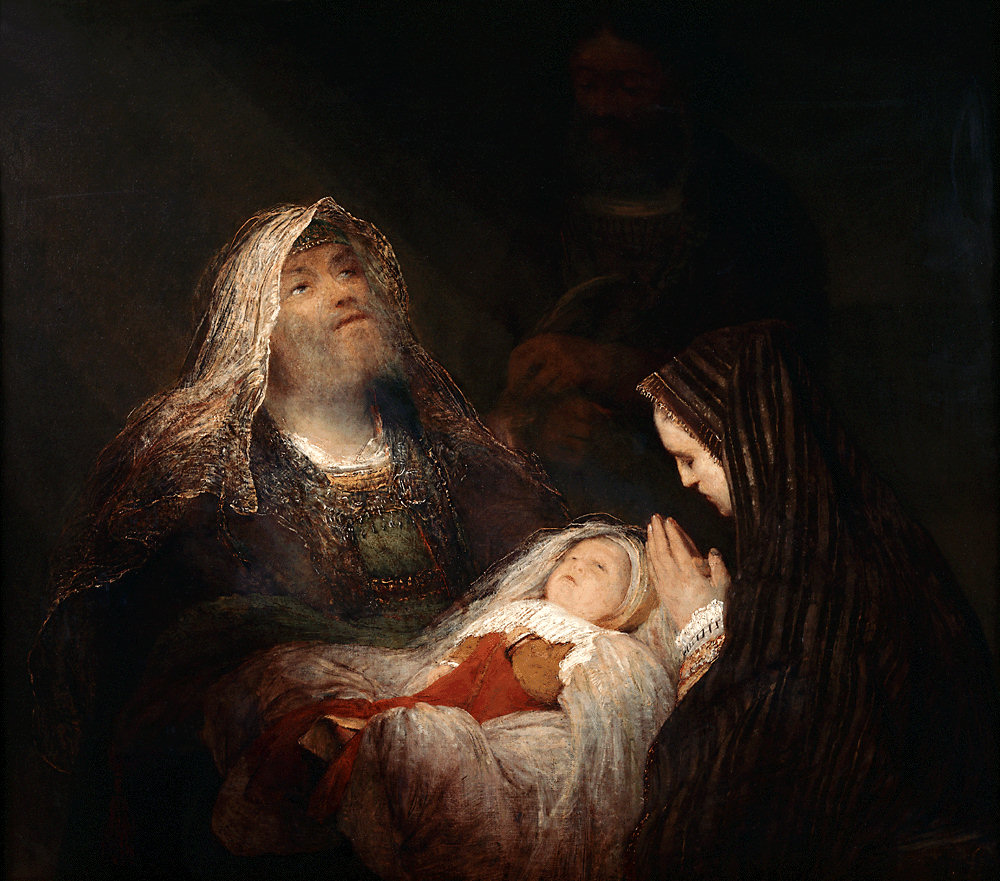
Cántico de Simeón de Aert de Gelder, c.1710.

Erfreute Zeit im neuen Bunde, BWV 83 (Feliz tiempo de la Nueva Alianza) es una cantata de iglesia escrita por Johann Sebastian Bach en Leipzig para la festividad de Mariae Reinigung (Purificación de María) y estrenada el 2 de febrero de 1724.

## Historia
Bach compuso esta obra durante su primer año como Thomaskantor en Leipzig para la festividad de la Purificación de María, conocida como Mariae Reinigung. Esta fue su primera cantata para la ocasión. En 1725 compuso la cantata Mit Fried und Freud ich fahr dahin, BWV 125, sobre la versión alemana de Lutero del cántico de Simeón. Y en 1727 escribió su famosa cantata para solista Ich habe genung, BWV 82. La cantata fue interpretada por primera vez el 2 de febrero de 1724 y una vez más en 1727.

## Análisis

### Texto
Las lecturas establecidas para ese día eran del libro de Malaquías, "el Señor vendrá a su templo" (Malaquías 3:1-4), y del evangelio según San Lucas, la purificación de María y la presentación de Jesús en el Templo, incluyendo el cántico Nunc dimittis de Simeón (Lucas 2:22-32).
El evangelio menciona la purificación de María, pero se centra en Simeón al cual se le había dicho que no moriría sin ver al Mesías. El cántico Nunc dimitis (Señor, ahora despides a tu siervo en paz) es una parte constante en los servicios de completas y evensong. El poeta desconocido también se centra en este aspecto del evangelio y lo conecta con la actitud del oyente ante su propia muerte. En el movimiento 2 comenta las palabras del cántico "Herr, nun lässest du deinen Diener in Friede fahren" en estilo recitativo. Conforma el movimiento 3 como una estrecha paráfrasis de Hebreos 4:16. El movimiento 4 recuerda el último versículo del evangelio, el coral de cierre expresa la misma reflexión en palabras de Martín Lutero, la cuarta estrofa de su coral "Mit Fried und Freud ich fahr dahin".

### Instrumentación
La obra está festivamente escrita para tres voces solistas (alto, tenor y bajo), un coro  a cuatro voces; dos trompas, dos oboes, un violín solista, dos violines, viola y bajo continuo.

### Estructura
Consta de cinco movimientos.
1. Aria (alto): Erfreute Zeit im neuen Bunde
2. Aria (coral y recitativo, bajo): Herr, nun lässest du deinen Diener in Friede fahren, wie du gesaget hast – Was uns als Menschen schrecklich scheint
3. Aria (tenor): Eile, Herz, voll Freudigkeit
4. Recitativo (alto): Ja, merkt dein Glaube noch viel Finsternis
5. Coral: Es ist das Heil und selig Licht

La primera aria da capo está ricamente escrita para la orquesta completa. Su primera sección celebra el "alegre tiempo". El ritornello presenta un primer motivo en coloraturas ascendentes, que después es tomado por la voz y más adelante por los juguetones "coros" contrastantes de instrumentos y la figuración virtuosística del violín solista. En gran contraste la sección central se centra en "nuestro lugar de descanso, nuestra tumba", el violín imitando las campanas de funeral mediante repeticiones en cuerdas al aire.
El segundo movimiento es singular en las cantatas de Bach. Contiene el cántico de Simeón, interpretado por el bajo en el octavo tono salmódico del canto gregoriano, mientras un canon es tocado por toda la cuerda al unísono y el continuo. Después del primer verso del cántico, tres secciones de recitativo secco son interrumpidas por la música canónica. Finalmente los otros dos versos del cántico son tratados como los primeros. El uso de tonos salmódicos ya era considerado un arcaísmo en la época de Bach.
En el tercer movimiento el violín concertante toca interminables escalas en tresillos, para representar "Apresúrate, corazón, lleno de alegría", la voz imita las escalas. Un breve recitativo secco conduce al coral a cuatro voces. Bach había utilizado este coral ya en una cantata funeral temprana Actus tragicus (1707 o 1708).

## Discografía selecta
De esta pieza se han realizado una serie de grabaciones entre las que destacan las siguientes.
- 1967 – J.S. Bach: Das Kantatenwerk Vol. 5. Nikolaus Harnoncourt, Wiener Sängerknaben, Concentus Musicus Wien, solista del Wiener Sängerknaben, Kurt Equiluz, Max van Egmond (Teldec)
- 1978 – Die Bach Kantate Vol. 24. Helmuth Rilling, Gächinger Kantorei, Bach-Collegium Stuttgart, Helen Watts, Adalbert Kraus, Walter Heldwein (Hänssler)
- 1998 – J.S. Bach: Complete Cantatas Vol. 8. Ton Koopman, Amsterdam Baroque Orchestra & Choir, Elisabeth von Magnus, Jörg Dürmüller, Klaus Mertens (Antoine Marchand)
- 2000 – J.S. Bach: Complete Cantatas Vol. 18. Pieter Jan Leusink, Holland Boys Choir, Netherlands Bach Collegium, Sytse Buwalda, Marcel Beekman, Bas Ramselaar (Brilliant Classics)
- 2000 – J.S. Bach: Cantatas for the Feast of Purification of Mary. John Eliot Gardiner, Monteverdi Choir, English Baroque Soloists, Robin Tyson, Paul Agnew, Peter Harvey (Soli Deo Gloria)
- 2002 – J.S. Bach: Cantatas Vol. 21. Masaaki Suzuki, Bach Collegium Japan, Robin Blaze, James Gilchrist, Peter Kooy (BIS)